# Frunză, Moldova
Frunză (în rusă Фрунзе, Frunze), este un oraș din raionul Ocnița, Republica Moldova. Este o stație de cale ferată pe tronsonul Ocnița – Moghilău. Este unul din cele mai rurale orașe din Moldova.

## Geografie

### Amplasare geografică
Orașul Frunză este situat în partea de nord a Republicii Moldova la hotar cu Ucraina pe linia de cale ferată Ocnița – Moghilău. Orașul este amplasat la o distanța de 240 km de Chișinău și 11 km de orașul Ocnița, centru administrativ.

### Resurse naturale
Suprafața totală a localității este de 261 ha dintre care suprafața orașului este de 42,5 ha. Cea mai mare parte din teritoriul orașului este ocupat de terenurile destinate industriei – 98 ha. Localitatea practic nu dispune de terenuri agricole. Orașul Frunză este o localitate monoindustrială și economia lui se bazează pe fabrica de zahăr existentă în teritoriu.

## Istorie
Orășelul Frunză este unul dintre cele mai tinere orașe din republică. Istoria sa începe în anul 1966 când lângă una dintre cele mai mari fabrici de zahăr din Republica Moldova încep  să se construiască case de locuit. Însă statutul de localitate de tip orășenesc îi este conferit în anul 1973, printr-un decret al Sovietului Suprem al RSS Moldovenești. În oraș funcționa o întreprindere unică de producere a acidului citric, care se exporta în diverse țări. În anul 1994 orășelul obține statut de oraș.

## Populația
Populația totală a orașului Frunză este de 2.000 persoane, dintre care 1.100 sau 55% sunt ucraineni, apoi moldoveni și ruși. Restul 2% din populație fac parte din alte minorități naționale. Majoritatea populației este ocupată în industrie.

## Administrație și politică
Componența Consiliului local Frunză (9 consilieri), ales la 5 noiembrie 2023, este următoarea:
|  | Partid                                       | Consilieri | Componență | Componență | Componență | Componență | Componență | Componență |
|  | -------------------------------------------- | ---------- | ---------- | ---------- | ---------- | ---------- | ---------- | ---------- |
|  | Partidul Socialiștilor din Republica Moldova | 6          |            |            |            |            |            |            |
|  | Liga Orașelor și Comunelor                   | 3          |            |            |            |            |            |            |

## Economie
Baza economiei locale o formează industria alimentară, reprezentată de fabrica de zahăr și fabrica de producere a acidului citric. Datorită faptului că orașul Frunză este o localitate mică și are o economie monoindustrială, în localitate este foarte mic numărul de întreprinzători. Principalii agenți economici care activează în teritoriu sunt societatea pe acțiuni „Frunză”, asociația de consum, gospodăria comunală locativă, precum și circa 10 societăți cu răspundere limitată.

## Infrastructură
Lungimea totală a drumurilor este de 8 km dintre care 4 km sunt drumuri de importanță națională și restul 4 km de importanță locală. Prin oraș trece calea ferată Chișinău–Ocnița.

## Educație
Sistemul de învățământ și cultură al orașului este format din gimnaziul din localitate, școala muzicală, casa de cultură și biblioteca orășenească. 

## Sănătate
Ocrotirea sănătății este asigurată de un centru medical. De asemenea în oraș funcționează o secție staționară de neurologie.